# IC 5097
IC 5097 је четворострука звијезда у сазвјежђу Ждријебе која се налази на листи објеката дубоког неба у Индекс каталогу.
Деклинација објекта је + 4° 28' 0" а ректасцензија 21h 14m 58,0s.